# Van Leyden

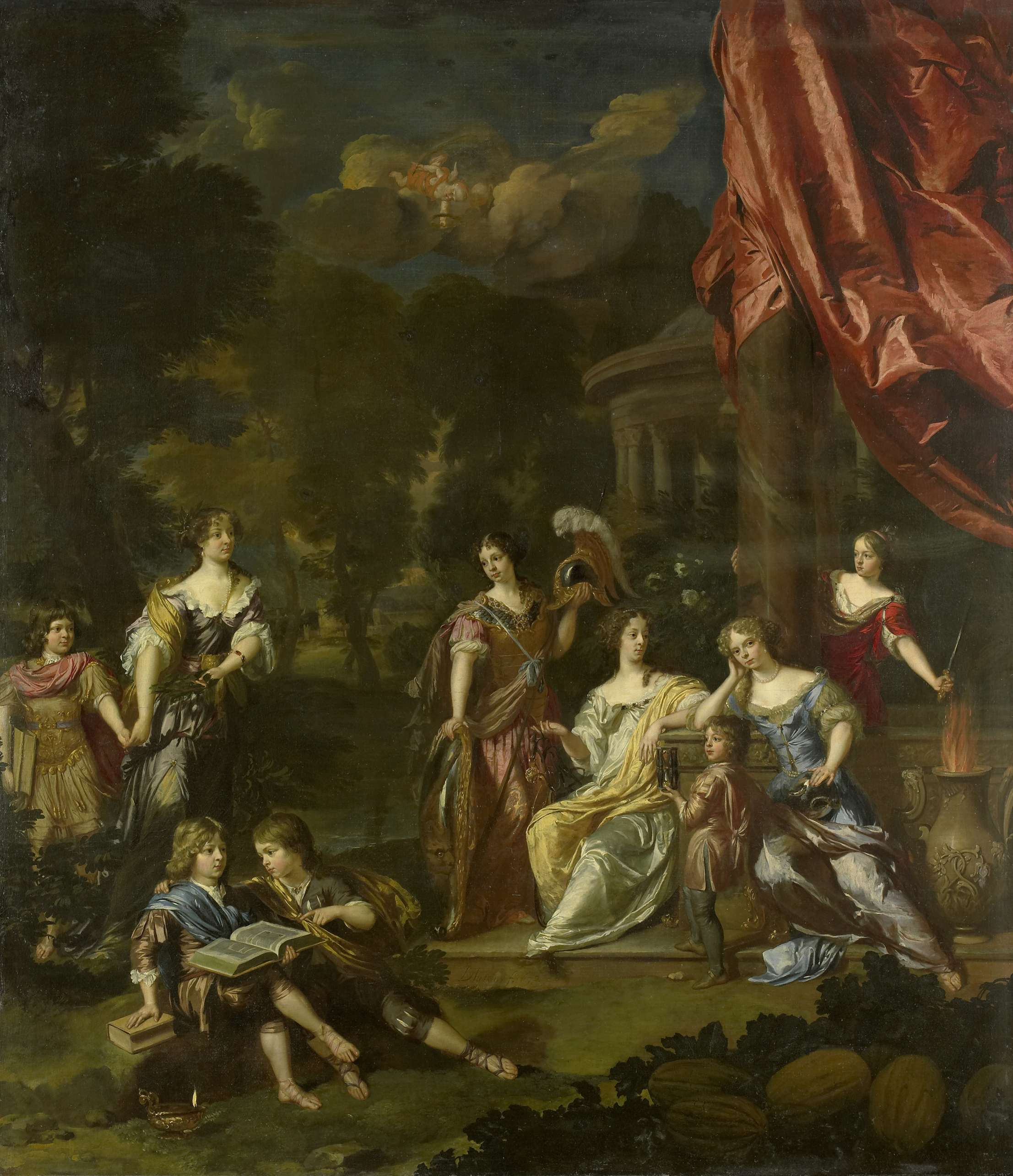
Allegoriserende portretgroep van de kinderen van Diederic Pietersz van Leyden van Leeuwen en zijn vrouw Alida Paets (schilder Daniël Mijtens (II), 1679)

Van Leyden is een Nederlands geslacht dat vanaf 1548 tot de Nederlandse adel behoorde, daarin werd herbevestigd bij de vorming van het Koninkrijk der Nederlanden in 1814, en uitstierf in 1821.

## Geschiedenis
De stamreeks begint met Adriaen Dircsz [van Meerburch] die in 1499 beleend werd met de hofstede Leeuwen en van 1510 tot [1514] raad in de vroedschap van Leiden was. Na hem noemen sommige afstammelingen zich Van Leyden van Leeuwen. Zijn kleinzoon werd op 4 april 1548 verheven door keizer Karel V tot 'des H.R. Rijksbaron'. Op 10 november 1732 werd zijn betachterkleinzoon verheven door keizer Karel VI tot 'des H.R. Rijksgraaf' (maar de familie bleef de titel baron voeren). Familieleden bewoonden gedurende lange tijd (van 1665 tot 1788) het Huis van Leyden aan het Leidse Rapenburg voordat ze het in 1791 verkochten.
Op 28 augustus 1814 volgde bij Soeverein Besluit van koning Willem I de benoeming in de Ridderschap van jonkheer mr. dr. Frédéric Auguste van Leyden van Westbarendrecht, Heer van de ambachtsheerlijkheden West-Barendrecht, Carnisse en Warmond. Hij was van 1814 tot 1817 gouverneur van het zuidelijk deel van het toen nog ongedeelde Holland en daarna lid van de Eerste Kamer der Staten-Generaal. Met zijn dood in 1821 is het adellijk geslacht Van Leyden uitgestorven.

## Van Leydenhof
De Van Leydenhof is een binnenduinbos dat grenst aan het landgoed Ockenburgh aan de zuidkant van Den Haag. Het is vernoemd naar een voormalige eigenaar uit de familie Van Leyden die dit stuk grond in oorspronkelijke staat wilde behouden. Het wordt beheerd door het Zuid-Hollands Landschap.